# Narew
El Narew (hidrónimo polaco, pronunciado /ˈnarɛf/; en lituano: Naura; en bielorruso: Нараў, Náraŭ) es un río del noreste de Polonia y oeste de Bielorrusia, afluente del Vístula; con una longitud de 484 kilómetros, de los cuales 448 km en Polonia y 36 km en Bielorrusia, es el quinto río más largo de Polonia. La cuenca del Narew comprende unos 75 175 km² de los que 53 873 se encuentran en Polonia.
El Narew cede sus aguas al Vístula en el lago Zegrze, donde se encuentra con el Bug Occidental afluente del Narew; a este lugar se le conoce como Narwio-Bug. La forma de la palabra Narew proviene de la lengua protoindoeuropea, ya que la raíz *nr se asocia primeramente al agua, y de esa misma raíz provienen los nombre de otros ríos europeos como son el Narva, Neretva, Neris, Ner y Nur).